# Кубок Англії з футболу 1980—1981
Кубок Англії з футболу 1980—1981 — 100-й розіграш найстарішого футбольного турніру у світі, Кубка виклику Футбольної Асоціації, також відомого як Кубок Англії. Вшосте титул здобув Тоттенгем Готспур.

## Перший раунд
| Дата                      | Господарі                   | Рахунок | Гості                       |
| ------------------------- | --------------------------- | ------- | --------------------------- |
| 22 листопада              | Енфілд                      | 3:0     | Вемблі                      |
| 22 листопада              | Блекпул                     | 4:0     | Флітвуд Таун                |
| 22 листопада              | Честер Сіті                 | 1:2     | Барнслі                     |
| 22 листопада              | Дарлінгтон                  | 0:2     | Бері                        |
| 22 листопада              | Барнет                      | 2:2     | Майнгед                     |
| 25 листопада Перегравання | Майнгед                     | 1:2     | Барнет                      |
| 22 листопада              | Бернлі                      | 1:0     | Скарборо                    |
| 22 листопада              | Йовіл Таун                  | 2:1     | Фарнборо Таун               |
| 22 листопада              | Редінг                      | 1:2     | Фулгем                      |
| 22 листопада              | Волсолл                     | 3:0     | Стаффорд Рейнджерс          |
| 22 листопада              | Джиллінгем                  | 2:1     | Дагенем                     |
| 22 листопада              | Нортвіч Вікторія            | 1:1     | Гаддерсфілд Таун            |
| 25 листопада Перегравання | Гаддерсфілд Таун            | 6:0     | Нортвіч Вікторія            |
| 22 листопада              | Лінкольн Сіті               | 1:0     | Гейтсхед                    |
| 22 листопада              | Свіндон Таун                | 3:2     | Веймут                      |
| 22 листопада              | Транмер Роверз              | 0:0     | Йорк Сіті                   |
| 25 листопада Перегравання | Йорк Сіті                   | 1:2     | Транмер Роверз              |
| 22 листопада              | Стокпорт Каунті             | 0:0     | Шеффілд Юнайтед             |
| 25 листопада Перегравання | Шеффілд Юнайтед             | 3:2     | Стокпорт Каунті             |
| 22 листопада              | Вікем Вондерерз             | 0:3     | Борнмут                     |
| 22 листопада              | Кіддермінстер Гарріерз      | 1:1     | Міллволл                    |
| 25 листопада Перегравання | Міллволл                    | 1:0     | Кіддермінстер Гарріерз      |
| 22 листопада              | Брентфорд                   | 2:2     | Еддлстоун-енд-Вейбрідж Таун |
| 25 листопада Перегравання | Еддлстоун-енд-Вейбрідж Таун | 2:0     | Брентфорд                   |
| 22 листопада              | Нортгемптон Таун            | 1:4     | Пітерборо Юнайтед           |
| 22 листопада              | Плімут Аргайл               | 2:0     | Ньюпорт Каунті              |
| 22 листопада              | Галл Сіті                   | 2:1     | Галіфакс Таун               |
| 22 листопада              | Вімблдон                    | 7:2     | Вінзор-енд-Ітон             |
| 22 листопада              | Саутенд Юнайтед             | 0:1     | Герефорд Юнайтед            |
| 22 листопада              | Ексетер Сіті                | 5:0     | Літергед                    |
| 22 листопада              | Сканторп Юнайтед            | 3:1     | Гартліпул Юнайтед           |
| 22 листопада              | Блайт Спартанс              | 2:1     | Бертон Альбіон              |
| 22 листопада              | Менсфілд Таун               | 3:1     | Рочдейл                     |
| 22 листопада              | Порт Вейл                   | 4:2     | Бредфорд Сіті               |
| 22 листопада              | Торкі Юнайтед               | 2:0     | Бартон Роверз               |
| 22 листопада              | Воркінгтон                  | 0:0     | Карлайл Юнайтед             |
| 1 грудня Перегравання     | Карлайл Юнайтед             | 4:1     | Воркінгтон                  |
| 22 листопада              | Кеттерінг Таун              | 1:1     | Мейдстоун Юнайтед           |
| 26 листопада Перегравання | Мейдстоун Юнайтед           | 0:0     | Кеттерінг Таун              |
| 1 грудня Перегравання     | Мейдстоун Юнайтед           | 3:1     | Кеттерінг Таун              |
| 22 листопада              | Віган Атлетік               | 2:2     | Честерфілд                  |
| 25 листопада Перегравання | Честерфілд                  | 2:0     | Віган Атлетік               |
| 22 листопада              | Бостон Юнайтед              | 0:4     | Ротергем Юнайтед            |
| 22 листопада              | Гарлоу Таун                 | 0:2     | Чарльтон Атлетік            |
| 22 листопада              | Колчестер Юнайтед           | 3:0     | Портсмут                    |
| 22 листопада              | Грейвсенд-енд-Нортфліт      | 1:2     | Сент-Олбанс Сіті            |
| 22 листопада              | Берско                      | 1:2     | Олтрінгем                   |
| 22 листопада              | Мосслі                      | 1:0     | Кру Александра              |
| 22 листопада              | Саттон Колдфілд Таун        | 0:2     | Донкастер Роверз            |
| 22 листопада              | Оксфорд Юнайтед             | 1:0     | Олдершот                    |

## Другий раунд
До другого раунду увійшли переможці першого раунду. 
| Дата                   | Господарі         | Рахунок | Гості             |
| ---------------------- | ----------------- | ------- | ----------------- |
| 13 грудня              | Енфілд            | 2:0     | Герефорд Юнайтед  |
| 13 грудня              | Барнет            | 0:1     | Пітерборо Юнайтед |
| 13 грудня              | Бернлі            | 1:1     | Порт Вейл         |
| 16 грудня Перегравання | Порт Вейл         | 2:0     | Бернлі            |
| 13 грудня              | Бері              | 2:0     | Лінкольн Сіті     |
| 13 грудня              | Джиллінгем        | 0:0     | Мейдстоун Юнайтед |
| 16 грудня Перегравання | Мейдстоун Юнайтед | 0:0     | Джиллінгем        |
| 22 грудня Перегравання | Джиллінгем        | 0:2     | Мейдстоун Юнайтед |
| 13 грудня              | Донкастер Роверз  | 2:1     | Блекпул           |
| 13 грудня              | Шеффілд Юнайтед   | 1:1     | Честерфілд        |
| 16 грудня Перегравання | Честерфілд        | 1:0     | Шеффілд Юнайтед   |
| 13 грудня              | Транмер Роверз    | 0:3     | Гаддерсфілд Таун  |
| 13 грудня              | Фулгем            | 1:0     | Брентфорд         |
| 13 грудня              | Плімут Аргайл     | 3:0     | Оксфорд Юнайтед   |
| 13 грудня              | Міллволл          | 0:1     | Ексетер Сіті      |
| 13 грудня              | Галл Сіті         | 1:1     | Блайт Спартанс    |
| 16 грудня Перегравання | Блайт Спартанс    | 2:2     | Галл Сіті         |
| 22 грудня Перегравання | Галл Сіті         | 2:1     | Блайт Спартанс    |
| 13 грудня              | Карлайл Юнайтед   | 3:0     | Волсолл           |
| 13 грудня              | Вімблдон          | 2:0     | Свіндон Таун      |
| 13 грудня              | Сент-Олбанс Сіті  | 1:1     | Торкі Юнайтед     |
| 17 грудня Перегравання | Торкі Юнайтед     | 4:1     | Сент-Олбанс Сіті  |
| 13 грудня              | Сканторп Юнайтед  | 0:0     | Олтрінгем         |
| 15 грудня Перегравання | Олтрінгем         | 1:0     | Сканторп Юнайтед  |
| 13 грудня              | Чарльтон Атлетік  | 2:1     | Борнмут           |
| 13 грудня              | Ротергем Юнайтед  | 0:1     | Барнслі           |
| 13 грудня              | Колчестер Юнайтед | 1:1     | Йовіл Таун        |
| 17 грудня Перегравання | Йовіл Таун        | 0:2     | Колчестер Юнайтед |
| 13 грудня              | Мосслі            | 1:3     | Менсфілд Таун     |

## Третій раунд
| Дата                  | Господарі                | Рахунок | Гості                    |
| --------------------- | ------------------------ | ------- | ------------------------ |
| 3 січня               | Бері                     | 1:1     | Фулгем                   |
| 6 січня Перегравання  | Фулгем                   | 0:0     | Бері                     |
| 12 січня Перегравання | Бері                     | 0:1     | Фулгем                   |
| 3 січня               | Ліверпуль                | 4:1     | Олтрінгем                |
| 3 січня               | Престон Норт-Енд         | 3:4     | Бристоль Роверз          |
| 3 січня               | Саутгемптон              | 3:1     | Челсі                    |
| 3 січня               | Лестер Сіті              | 3:0     | Кардіфф Сіті             |
| 3 січня               | Ноттс Каунті             | 2:1     | Блекберн Роверз          |
| 3 січня               | Ноттінгем Форест         | 3:3     | Болтон Вондерерз         |
| 6 січня Перегравання  | Болтон Вондерерз         | 0:1     | Ноттінгем Форест         |
| 3 січня               | Вест-Бромвіч Альбіон     | 3:0     | Грімсбі Таун             |
| 3 січня               | Дербі Каунті             | 0:0     | Бристоль Сіті            |
| 7 січня Перегравання  | Бристоль Сіті            | 2:0     | Дербі Каунті             |
| 3 січня               | Евертон                  | 2:0     | Арсенал                  |
| 3 січня               | Іпсвіч Таун              | 1:0     | Астон Вілла              |
| 3 січня               | Ньюкасл Юнайтед          | 2:1     | Шеффілд Венсдей          |
| 3 січня               | Манчестер Сіті           | 4:0     | Крістал Пелес            |
| 3 січня               | Квінз Парк Рейнджерс     | 0:0     | Тоттенгем Готспур        |
| 7 січня Перегравання  | Тоттенгем Готспур        | 3:1     | Квінз Парк Рейнджерс     |
| 3 січня               | Барнслі                  | 2:1     | Торкі Юнайтед            |
| 3 січня               | Мейдстоун Юнайтед        | 2:4     | Ексетер Сіті             |
| 3 січня               | Вест Гем Юнайтед         | 1:1     | Рексем                   |
| 6 січня Перегравання  | Рексем                   | 0:0     | Вест Гем Юнайтед         |
| 19 січня Перегравання | Рексем                   | 1:0     | Вест Гем Юнайтед         |
| 3 січня               | Манчестер Юнайтед        | 2:2     | Брайтон енд Гоув Альбіон |
| 7 січня Перегравання  | Брайтон енд Гоув Альбіон | 0:2     | Манчестер Юнайтед        |
| 3 січня               | Норвіч Сіті              | 1:0     | Кембридж Юнайтед         |
| 3 січня               | Плімут Аргайл            | 1:2     | Чарльтон Атлетік         |
| 3 січня               | Галл Сіті                | 1:0     | Донкастер Роверз         |
| 3 січня               | Вімблдон                 | 0:0     | Олдем Атлетік            |
| 6 січня Перегравання  | Олдем Атлетік            | 0:1     | Вімблдон                 |
| 3 січня               | Гаддерсфілд Таун         | 0:3     | Шрусбері Таун            |
| 3 січня               | Менсфілд Таун            | 2:2     | Карлайл Юнайтед          |
| 6 січня Перегравання  | Карлайл Юнайтед          | 2:1     | Менсфілд Таун            |
| 3 січня               | Порт Вейл                | 1:1     | Енфілд                   |
| 6 січня Перегравання  | Енфілд                   | 3:0     | Порт Вейл                |
| 3 січня               | Лідс Юнайтед             | 1:1     | Ковентрі Сіті            |
| 6 січня Перегравання  | Ковентрі Сіті            | 1:0     | Лідс Юнайтед             |
| 3 січня               | Сток Сіті                | 2:2     | Вулвергемптон Вондерерз  |
| 6 січня Перегравання  | Вулвергемптон Вондерерз  | 2:1     | Сток Сіті                |
| 3 січня               | Пітерборо Юнайтед        | 1:1     | Честерфілд               |
| 6 січня Перегравання  | Честерфілд               | 1:2     | Пітерборо Юнайтед        |
| 3 січня               | Колчестер Юнайтед        | 0:1     | Вотфорд                  |
| 3 січня               | Бірмінгем Сіті           | 1:1     | Сандерленд               |
| 7 січня Перегравання  | Сандерленд               | 1:2     | Бірмінгем Сіті           |
| 3 січня               | Лейтон Орієнт            | 1:3     | Лутон Таун               |
| 3 січня               | Свонсі Сіті              | 0:3     | Мідлсбро                 |

## Четвертий раунд
У цьому раунді зіграли переможці попереднього етапу.
| Дата                  | Господарі               | Рахунок | Гості                   |
| --------------------- | ----------------------- | ------- | ----------------------- |
| 24 січня              | Саутгемптон             | 3:1     | Бристоль Роверз         |
| 24 січня              | Вотфорд                 | 1:1     | Вулвергемптон Вондерерз |
| 27 січня Перегравання | Вулвергемптон Вондерерз | 2:1     | Вотфорд                 |
| 24 січня              | Лестер Сіті             | 1:1     | Ексетер Сіті            |
| 28 січня Перегравання | Ексетер Сіті            | 3:1     | Лестер Сіті             |
| 24 січня              | Ноттс Каунті            | 0:1     | Пітерборо Юнайтед       |
| 24 січня              | Ноттінгем Форест        | 1:0     | Манчестер Юнайтед       |
| 24 січня              | Мідлсбро                | 1:0     | Вест-Бромвіч Альбіон    |
| 24 січня              | Евертон                 | 2:1     | Ліверпуль               |
| 24 січня              | Шрусбері Таун           | 0:0     | Іпсвіч Таун             |
| 27 січня Перегравання | Іпсвіч Таун             | 3:0     | Шрусбері Таун           |
| 24 січня              | Рексем                  | 2:1     | Вімблдон                |
| 24 січня              | Ньюкасл Юнайтед         | 2:1     | Лутон Таун              |
| 24 січня              | Тоттенгем Готспур       | 2:0     | Галл Сіті               |
| 24 січня              | Манчестер Сіті          | 6:0     | Норвіч Сіті             |
| 24 січня              | Фулгем                  | 1:2     | Чарльтон Атлетік        |
| 24 січня              | Барнслі                 | 1:1     | Енфілд                  |
| 28 січня Перегравання | Енфілд                  | 0:3     | Барнслі                 |
| 24 січня              | Ковентрі Сіті           | 3:2     | Бірмінгем Сіті          |
| 24 січня              | Карлайл Юнайтед         | 1:1     | Бристоль Сіті           |
| 28 січня Перегравання | Бристоль Сіті           | 5:0     | Карлайл Юнайтед         |

## П'ятий раунд
На цьому етапі зіграли переможці попереднього раунду.
| Дата                   | Господарі               | Рахунок | Гості            |
| ---------------------- | ----------------------- | ------- | ---------------- |
| 14 лютого              | Саутгемптон             | 0:0     | Евертон          |
| 17 лютого Перегравання | Евертон                 | 3:0     | Саутгемптон      |
| 14 лютого              | Ноттінгем Форест        | 2:1     | Бристоль Сіті    |
| 14 лютого              | Вулвергемптон Вондерерз | 3:1     | Рексем           |
| 14 лютого              | Мідлсбро                | 2:1     | Барнслі          |
| 14 лютого              | Іпсвіч Таун             | 2:0     | Чарльтон Атлетік |
| 14 лютого              | Ньюкасл Юнайтед         | 1:1     | Ексетер Сіті     |
| 18 лютого Перегравання | Ексетер Сіті            | 4:0     | Ньюкасл Юнайтед  |
| 14 лютого              | Пітерборо Юнайтед       | 0:1     | Манчестер Сіті   |
| 14 лютого              | Тоттенгем Готспур       | 3:1     | Ковентрі Сіті    |

## Шостий раунд
На цьому етапі зіграли переможці попереднього раунду.
| Дата                    | Господарі               | Рахунок | Гості                   |
| ----------------------- | ----------------------- | ------- | ----------------------- |
| 7 березня               | Ноттінгем Форест        | 3:3     | Іпсвіч Таун             |
| 10 березня Перегравання | Іпсвіч Таун             | 1:0     | Ноттінгем Форест        |
| 7 березня               | Мідлсбро                | 1:1     | Вулвергемптон Вондерерз |
| 10 березня Перегравання | Вулвергемптон Вондерерз | 3:1     | Мідлсбро                |
| 7 березня               | Евертон                 | 2:2     | Манчестер Сіті          |
| 11 березня Перегравання | Манчестер Сіті          | 3:1     | Евертон                 |
| 7 березня               | Тоттенгем Готспур       | 2:0     | Ексетер Сіті            |

## Півфінали
У півфіналах зіграли команди, що перемогли на попередньому етапі.
| Дата                   | Господарі         | Рахунок | Гості                   |
| ---------------------- | ----------------- | ------- | ----------------------- |
| 11 квітня              | Манчестер Сіті    | 1:0 дч  | Іпсвіч Таун             |
| 11 квітня              | Тоттенгем Готспур | 2:2 дч  | Вулвергемптон Вондерерз |
| 15 квітня Перегравання | Тоттенгем Готспур | 3:0     | Вулвергемптон Вондерерз |

## Фінал
| 9 травня 1981 |

| «Тоттенгем Готспур» | 1:1 (д.т.) | «Манчестер Сіті» |
| ------------------- | ---------- | ---------------- |
| Гатчисон 79' (аг)   | (Протокол) | Гатчисон 30'     |

| «Вемблі», Лондон Глядачів: 100 000 Арбітр: Кіт Гекетт |

Перегравання
| 14 травня 1981 |

| «Тоттенгем Готспур»     | 3:2        | «Манчестер Сіті»             |
| ----------------------- | ---------- | ---------------------------- |
| Вілья 8', 76' Крукс 70' | (Протокол) | Маккензі 11' Рівз 50' (пен.) |

| «Вемблі», Лондон Глядачів: 92 000 Арбітр: Кіт Гекетт |